# Synchroonzwemmen op de Olympische Zomerspelen 2000
Synchroonzwemmen was een van de sporten die werden beoefend tijdens de Olympische Zomerspelen 2000 in Sydney. Het deelnemersveld bestond uit 104 deelnemers, verdeeld over twee evenementen. Het synchroonzwemmen werd van 24 t/m 29 september gehouden in het Sydney International Aquatic Centre. Naast het synchroonzwemmen vonden hier ook de waterpolo, schoonspringen, zwemmen en het zwemonderdeel van de moderne vijfkamp plaats.

## Deelnemende landen
Er deden 104 zwemmers uit 24 landen mee bij het synchroonzwemmen op de Olympische Zomerspelen in Seoel.

## Competitieschema
Hieronder volgt het competitieschema van het synchroonzwemmen op de Olympische Zomerspelen 2000. Het evenement werd gehouden van 24tot en met 29 september 2000 en duren respectievelijk twee dagen. De finale voor het duet was op 26 augustus en de finale van het team was op 29 augustus.
| Q | Kwalificatie | F | Finale |

| Datum →     | 24 | 25 | 26 | 27 | 28 | 29 |
| Onderdeel ↓ | 24 | 25 | 26 | 27 | 28 | 29 |
| ----------- | -- | -- | -- | -- | -- | -- |
| Duet        | Q  |    | F  |    |    |    |
| Team        |    |    |    |    | Q  | F  |

## Medailles

### Medaillewinnaars
| Onderdeel | Goud | Goud | Zilver | Zilver | Brons | Brons |
| --------- | ---- | --- | ------ | --- | ----- | --- |
| Duet      | RUS  | Olga Broesnikina Maria Kiseljova | JPN    | Miya Tachibana Miho Takeda                                                                                   | FRA   | Viriginie Dedieu Myriam Lignot |
| Team      | RUS  | Jelena Azarova Olga Broesnikina Maria Kiseljova Olga Novoksjtsjenova Irina Pertsjina Jelena Soia Julia Vasiljeva Olga Vassijoekova Jelena Antonova | JPN    | Ayano Egami Raika Fujii Yoko Isoda Rei Jimbo Miya Tachibana Miho Takeda Yoko Yoneda Yuko Yoneda Juri Tatsumi | CAN   | Lyne Beaumont Claire Carver-Dias Erin Chan Cathrine Garceau Fanny Létourneau Kristin Normand Jacinthe Taillon Reidun Tatham Jessica Chase |

## Medaillespiegel
| Plaats | Land      | NOC    | Goud | Zilver | Brons | Totaal |
| ------ | --------- | ------ | ---- | ------ | ----- | ------ |
| 1      | Rusland   | RUS    | 2    | 0      | 0     | 2      |
| 2      | Japan     | JPN    | 0    | 2      | 0     | 2      |
| 3      | Canada    | CAN    | 0    | 0      | 1     | 1      |
| 3      | Frankrijk | FRA    | 0    | 0      | 1     | 1      |
| Totaal | Totaal    | Totaal | 2    | 2      | 2     | 6      |

Los Angeles 1984 · 
Seoel 1988 · 
Barcelona 1992 · 
Atlanta 1996 · 
Sydney 2000 · 
Athene 2004 · 
Peking 2008 · 
Londen 2012 · 
Rio de Janeiro 2016 · 
Tokio 2020 · 
Parijs 2024 · Los Angeles 2028
Medaillewinnaars 
Atletiek · Badminton · Basketbal · Boksen · Boogschieten · Gewichtheffen · Gymnastiek · Handbal · Hockey · Honkbal · Judo · Kanovaren · Moderne vijfkamp · Paardensport · Roeien · Schermen · Schietsport · Schoonspringen · Softbal · Synchroonzwemmen · Taekwondo · Tafeltennis · Tennis · Triatlon · Voetbal · Volleybal · Waterpolo · Wielersport · Worstelen · Zeilen · Zwemmen